# Confine tra Costa d'Avorio e Ghana
Il confine tra la Costa d'Avorio e il Ghana ha una lunghezza di 720 km e va dal triplice confine con il Burkina Faso a nord fino all'Oceano Atlantico a sud.

## Descrizione
Il confine inizia a nord al triplice confine con il Burkina Faso sul fiume Volta Nero, seguendolo verso sud. Prosegue in linea retta via terra orientata a sud-est, prima di virare a sud-ovest attraverso una serie di linee irregolari. Il confine segue poi un ampio arco, composto prevalentemente da linee terrestri e da alcuni corsi d'acqua, prima di raggiungere il fiume Tano seguendolo fino alla sua foce a sud-ovest nella laguna di Aby; infine corre lungo la sponda meridionale dell'adiacente lago Tendo, prima di virare verso sud via terra fino alla costa atlantica.

## Storia
Gli europei iniziarono a esplorare la costa del Ghana (allora chiamata Costa d'Oro) dal XV secolo, che divenne il centro di varie reti commerciali, in particolare di oro e schiavi; Germania, Svezia, Danimarca, Portogallo e Paesi Bassi possedevano qui varie sedi commerciali. Anche la Gran Bretagna si interessò alla regione e durante il XIX secolo divenne la potenza regionale predominante, rilevando tutte le postazioni commerciali rivali e dichiarando la colonia della Costa d'Oro nel 1867. Gli inglesi estesero gradualmente il loro dominio nell'entroterra, contro la resistenza spesso determinata dai regni nativi come gli Ashanti; la regione settentrionale dell'attuale Ghana fu annessa alla colonia della Gold Coast nel 1901. La Francia iniziò a sottoscrivere dei trattati con i capi lungo la moderna costa ivoriana negli anni '40 dell'Ottocento, stabilendo così un protettorato che divenne la colonia della Costa d'Avorio nel 1893 e che un seguito fece parte della colonia federale dell'Africa Occidentale Francese (Afrique occidentale française, abbreviato AOF).
La Gran Bretagna e la Francia delimitarono un confine tra i due territori il 10 agosto 1889 a nord fino al 9º parallelo nord. Un ulteriore trattato del 26 giugno 1891 confermò questo confine affermando anche che il Volta nero avrebbe formato il confine nell'estremo nord. Un accordo di confine più dettagliato fu concluso il 12 luglio 1893 per la sezione atlantica sul 9º parallelo. La sezione settentrionale del Volta Nero fu riconfermata in un accordo del 14 giugno 1898. Il confine fu poi delimitato in modo molto più dettagliato in un accordo del 1º febbraio 1903, con fari e pilastri che delimitavano il confine a terra; i due governi approvarono quindi formalmente questo confine nel maggio 1905. Alcuni ulteriori lavori di demarcazione si sono verificati nel 1924.
La Costa d'Oro ottenne la piena indipendenza dalla Gran Bretagna (come Ghana) nel 1957. La Francia concesse l'indipendenza alla Costa d'Avorio nel 1960 e la loro reciproca frontiera è diventata internazionale tra due stati sovrani. I due stati hanno condotto una nuova demarcazione congiunta del confine tra la fine degli anni '60 e l'inizio degli anni '70.

## Insediamenti vicino al confine

### Ghana
- Buanfo
- Gbenshe
- Babianiha
- Amutinkrom
- Debiso
- Dormaa Ahenkro
- Sampa
- Susai
- Dadiaso
- Omanpe
- Jema
- Elubo
- Half Assini
- New Town

### Costa d'Avorio
- Bouna
- Tanbi
- Kineta
- Bondoukou
- Yango
- Transua
- Aouyakrou
- Ebilassekrou
- Bianouan
- Koffikro
- Noé

## Valichi di frontiera
Il principale valico di frontiera è a Elubo (GHA) - Noe (CIV); gli incroci meno utilizzati si trovano a Dormaa Ahenkro e Sampa.